# Port d'Andratx
Port d'Andratx är en vik i Spanien.   Den ligger i regionen Balearerna, i den östra delen av landet, 500 km öster om huvudstaden Madrid.